# Jerzy z Austrii
Jerzy z Austrii (ur. 1505 r. w Gandawie, zm. 4 maja 1557 r. w Liège) – biskup Liège w latach 1544-1557. Był nieślubnym synem cesarza rzymskiego Maksymiliana I i Margarety z Edelsheim. Został biskupem Tyrolu w latach 1525-1537 i arcybiskupem Walencji w latach 1538-1544. W 1544 został biskupem Liège pod wpływem swojego siostrzeńca Karola V – cesarza rzymskiego, który panował, aż do śmierci. Jerzy stanowczo przeciwstawiał się wszelkim wpływom francuskim w Biskupstwie Liège, utrzymując silny nacisk Habsburgów, którzy kontrolowali wszystkie otaczające terytoria. W 1554 stanął w obliczu inwazji francuskiej pod panowaniem króla Francji Henryka II Walezjusza.